# کهکشان MACS۰۶۴۷-JD

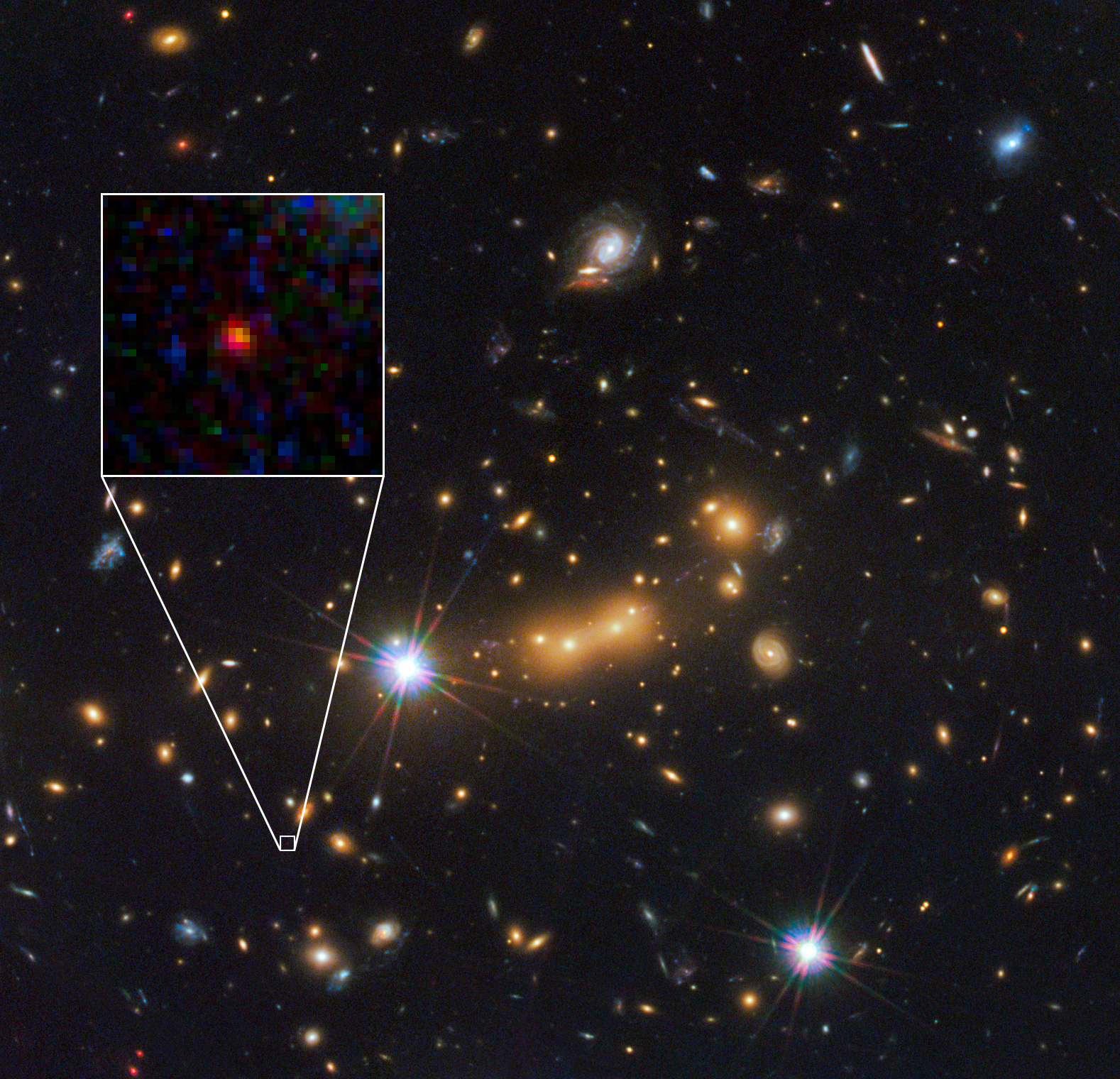
تصویر MACS0647-JD در خوشه کهکشانی

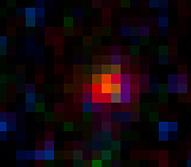
تصویر نمای نزدیک از دورترین کهکشان عالم

کهکشان MACS0647-JD با فاصله ۱۳/۳ میلیارد سال نوری از زمین، دورترین کهکشان رصد شده توسط انسان تا به امروز می‌باشد.این کهکشان که خود را به صورت یک لکه کوچک قرمز رنگ نمایان کرده‌است، از نظر اندازه تنها کسر کوچکی از اندازه کهکشان راه شیری است. به گفته اخترشناسان نور این کهکشان ۱۳/۳ میلیارد سال در سفر بوده تا به زمین برسد و مشاهده آن‌ها از این کهکشان، تنها ۴۲۰ میلیون سال پس از انفجار بیگ بنگ بوده‌است.
این کهکشان آنقدر دور است که اخترشناسان ازآن به عنوان یک نگاه زیر چشمی به زمان گذشته یاد می‌کنند،در حقیقت زمانی که جهان ۳ در صد سن کنونی خود را دارا بوده‌است. برای کشف چنین کهکشانی از روشی به نام همگرایی گرانشی استفاده می‌کنند در واقع در این روش کهکشان‌هایی را زیر نظر قرار می‌دهند که در پشت خوشه‌های کهکشانی سنگین قرار گرفته باشند.کهکشان MACS0647-JD چنان کوچک است که ممکن است در قدم‌های اول برای شکل‌گیری کهکشانی بزرگتر باشد. در حقیقت آنالیز اطلاعات بدست آمده نشان می دهد که عرض کهکشان کمتر از ۶۰۰ سال نوری است. تصویر این کهکشان توسط ۱۷ فیلتر و سر هم کردن طول موج‌های نزدیک به ماورا بنفش و مادون قرمز و ۳ دوربین میدان دید گسترده تلسکوپ فضایی هابل بدست آورده شده‌است.
تلسکوپ جیمز وب با رصد جرمی متعلق به حدود ۲۵۰ میلیون سال پس از انفجار بزرگ، احتمالا باز هم رکورد دورترین کهکشان رصد شده را شکسته است. در یک مطالعه‌ی تازه، دانشمندان از نخستین مجموعه داده‌های تلسکوپ فضایی جیمز وب (JWST) برای کشف یک کهکشان احتمالی با نام CEERS-93316 که تقریبا ۲۵۰ میلیون سال پس از مه‌بانگ تشکیل شده، استفاده کرده‌اند.
CEERS مخفف «کاوش علمی گسترش اولیه‌ی تکامل کیهانی» (Cosmic Evolution Early Release Science Survey) است و به‌طور خاص بر تصویربرداری توسط جیمز وب استوار است. این کهکشان همچنین یک رکورد جدید انتقال به قرمز با معیار z برابر ۱۶.۷ را ثبت کرد. این یافته به‌ویژه از این نظر جذاب است که قدرت جیمز وب را نشان می‌دهد که تنها چند هفته از فرستادن نخستین داده‌های علمی آن می‌گذرد.